# 百色毛蕨
百色毛蕨（学名：Cyclosorus baiseensis）为金星蕨科毛蕨属下的一个种。

## 扩展阅读
- 維基物種上的相關：百色毛蕨